# Brussels Cycling Classic 2023
La Brussels Cycling Classic 2023 fou la 103a edició de la Brussels Cycling Classic. La cursa es disputà el 4 de juny de 2023 amb un recorregut de 207,49 km entre Brussel·les i Brussel·les. La cursa formava part de l'UCI ProSeries 2023, en la categoria 1.Pro.
El vencedor final fou el francès Arnaud Démare (Groupama-FDJ), que s'imposà a l'esprint a Tobias Lund Andresen (Team DSM i Jordi Meeus (Bora-Hansgrohe), segon i tercer respectivament.

## Equips
L'organització convidà a 20 equips a prendre part en aquesta cursa.
| WorldTeams (10)- AG2R Citroën Team - Alpecin-Deceuninck - Bora-Hansgrohe - Cofidis - Groupama-FDJ - Intermarché-Circus-Wanty - Soudal Quick-Step - Arkéa-Samsic - Team DSM - Team Jayco AlUla ProTeams (10)- Bingoal WB - Bolton Equities Black Spoke Pro Cycling - Human Powered Health - Israel-Premier Tech - Lotto Dstny - Q36.5 Pro Cycling Team - Team Corratec-Selle Italia - Team Flanders-Baloise - TotalEnergies - Uno-X Pro Cycling Team |
| |

## Classificació final
| \| Classificació general \| Classificació general \| Classificació general \| Classificació general \| Classificació general \| \| Corredor \| Corredor \| Equip \| Temps \| \| \| --------------------- \| --------------------- \| ------------------------ \| --------------------- \| --------------------- \| \| 1r \| Arnaud Démare \| Groupama-FDJ \| 4h 41' 51" \| \| \| 2n \| Tobias Lund Andresen \| Team DSM \| + 0" \| \| \| 3r \| Jordi Meeus \| Bora-Hansgrohe \| + 0" \| \| \| 4t \| Biniam Girmay \| Intermarché-Circus-Wanty \| + 0" \| \| \| 5è \| Dries Van Gestel \| TotalEnergies \| + 0" \| \| \| 6è \| Clément Venturini \| AG2R Citroën Team \| + 0" \| \| \| 7è \| Matis Louvel \| Arkéa-Samsic \| + 0" \| \| \| 8è \| Tom Van Asbroeck \| Israel-Premier Tech \| + 0" \| \| \| 9è \| Cedric Beullens \| Lotto Dstny \| + 0" \| \| \| 10è \| Derek Gee \| Israel-Premier Tech \| + 0" \| \| |                      |                          |            |
| |                      |                          |            |
| Font: ProCyclingStats |                      |                          |            |
| Classificació general |                      |                          |            |
| Corredor | Corredor             | Equip                    | Temps      |
| 1r | Arnaud Démare        | Groupama-FDJ             | 4h 41' 51" |
| 2n | Tobias Lund Andresen | Team DSM                 | + 0"       |
| 3r | Jordi Meeus          | Bora-Hansgrohe           | + 0"       |
| 4t | Biniam Girmay        | Intermarché-Circus-Wanty | + 0"       |
| 5è | Dries Van Gestel     | TotalEnergies            | + 0"       |
| 6è | Clément Venturini    | AG2R Citroën Team        | + 0"       |
| 7è | Matis Louvel         | Arkéa-Samsic             | + 0"       |
| 8è | Tom Van Asbroeck     | Israel-Premier Tech      | + 0"       |
| 9è | Cedric Beullens      | Lotto Dstny              | + 0"       |
| 10è | Derek Gee            | Israel-Premier Tech      | + 0"       |